# Puncia
Puncia is een geslacht van kreeftachtigen uit de klasse van de Ostracoda (mosselkreeftjes).

## Soorten
- Puncia goodwoodensis Hornibrook, 1963
- Puncia levis Herrig, 1988 †
- Puncia nodosa Herrig, 1991 †
- Puncia novozealandica Hornibrook, 1949